# Mise en scène photographique
 (octobre 2019).
La Mise en scène photographique est un genre de photographie le plus souvent en champ large, consistant à organiser une mise en scène compliquée avec décors, personnages et objets divers, dans le cadre de la prise de vue.
Le principe même de la photographie utilise la mie en scène même pour les nature morte les plus simple.
Parmi les premiers artistes à avoir exploré le genre, on peut citer le photographe français Bernard Faucon avec des mises en scène mêlant mannequins d'enfants et enfants réels.